# Insomnie (film)
Pour les articles homonymes, voir Insomnie (homonymie).
Pour plus de détails, voir Fiche technique et Distribution.
Insomnie est un court-métrage de Pierre Etaix réalisé en 1963.

## Synopsis
Un soir, pour chasser l'insomnie, un homme prend un livre de vampire qui se trouve sur sa table de nuit.

## Fiche technique
- Réalisation : Pierre Étaix
- Scénario : Pierre Étaix et Jean-Claude Carrière
- Photographie : Pierre Boffety
- Musique : Jean Paillaud
- Durée : 17 minutes
- Année : 1961
- Pays :  France

## Distribution
- Pierre Étaix
- Laurence Gallimard
- Lidia Binaghi
- Gabriel Blondet